# 蛇夫座V849
蛇夫座V849（V849 Ophiuchi）也被称为1919年蛇夫座新星（Nova Ophiuchi 1919）是一颗位于蛇夫座的新星，1919年爆发。爆发时最亮视星等为7.4。

## 天球坐标
- 赤经：18h 11m 43.9s
- 赤纬：+11° 35' 41